# Freedom (contea di Beaver)
Freedom  è una borough degli Stati Uniti d'America, nella contea di Beaver nello Stato della Pennsylvania. Secondo il censimento del 2000 la popolazione è di 1.763 abitanti.

## Società

### Evoluzione demografica
La composizione etnica vede una prevalenza della razza bianca (92,80%) seguita da quella afroamericana (5,16%), dati del 2000.
| borough di Freedom Popolazione |       |
| 2000                           | 1.763 |
| Stima al 2009                  | 1.585 |